# Сосновка (Правдинський район)
Сосновка (рос. Сосновка) — селище Правдинського району, Калінінградської області Росії. Входить до складу Домновського сільського поселення.
Населення —  68 осіб (2015 рік). 

## Населення
| 2002 | 2010 |
| ---- | ---- |
| 56   | ↗68  |